# Constantin Fahlberg
Constantin Fahlberg (Tambov, 22 de dezembro de 1850 — Nassau, 15 de agosto de 1910) foi um químico russo.

## Biografia
Entre os anos de 1877 e 1878 trabalhou com o professor Ira Remsen (1846-1927) na Universidade Johns Hopkins. Quando analisava compostos químicos de alcatrão de carvão, descobriu o sabor doce do ácido anhidroortosulfaminebenzoico. Quimicamente é uma imida o-sulfobenzóica, cuja fórmula química é C7H5O3NS · 2H2O. É uma substância artificial derivada do petróleo (tolueno mais ácido cloro-sulfônico).
Mais tarde, ele deu a este produto químico o nome comercial de sacarina.